# جذام ورمي حدي
الجذام الورمي الحدي هي حالة جلدية تتميز بآفات جلدية متعددة ومتناظرة.